# Pizarra
Pizarra est une commune de la province de Malaga dans la communauté autonome d'Andalousie en Espagne.

## Géographie
Faisant partie de la comarque Valle del Guadalhorce, Pizarra est situé au nord-est et à 30 km de la capitale de la province Malaga, remontant le cours de la rivière río Guadalhorce, limité au nord par la ville Álora, au sud avec Cártama, à l'ouest par Casarabonela et au sud-est avec Coin (Espagne).
Son agglomération comporte plusieurs quartiers dont les principaux sont, Zalea avec 687 habitants, Cerralba avec 627 habitants et barriada Hipólito avec 137 habitants.